# Noventa y ocho
El noventa y ocho (98) es el número natural que sigue al noventa y siete y precede al noventa y nueve.

## Propiedades matemáticas
- Es un número compuesto, que tiene los siguientes factores propios: 1, 2, 7, 14 y 49. Como la suma de sus factores es 73 < 98, se trata de un número defectivo.

## Características
- 98 es el número atómico del californio.
- Es el código telefónico internacional de Irán.
- 98 es el año 1998.
- 98 es un sistema operativo de Windows

- Datos: Q713239
- Multimedia: 98 (number) / Q713239